# Штеттер, Карл
Карл Отто Штеттер (нем. Karl Otto Stetter; род. 16 июля 1941) — немецкий микробиолог, авторитет в области астробиологии, эксперт по жизни микроорганизмов при высоких температурах. Первооткрыватель множества экстремофилов, архей. Является первооткрывателем в 2002 году Nanoarchaeum equitans, микроорганизма из царства архей, обладающего наименьшим из известных геномов в мире. Обладатель одной из самых главных наград для микробиологов, Медали Левенгука от Королевской академии наук и искусств Нидерландов.

## Карьера
Штеттер родился в Мюнхене и учился биологии в Техническом Университете Мюнхена. Его докторская диссертация была посвящена лактобациллам. С 1980 по 2002 год он был профессором и главой отделения микробиологии и Центра архей в Университете Регенсбурга.

## Основные открытия
Nanoarchaeum equitans, микроорганизм из царства архей, содержащий наименьший известный геном в мире, был открыт Штеттером в 2002 около побережья Исландии. Эта архея была описана в журнале Nature в мае 2002.
Помимо других экстремофилов, также является открывателем Pyrococcus furiosus, которые были найдены на итальянском вулканическом острове в 1981. Эти экстремофилы были источником Pfu ДНК-полимеразы. Штеттер также открыл Aquifex aeolicus и Aquifex pyrophilus.
В процессе дыхания Aquifex производят воду в качестве побочного продукта («Aquifex» означает «создающий воду»). Геном Aquifex aeolicus был успешно расшифрован. Длина её генома составляет лишь около трети от длины генома Escherichia coli. Сравнение генома Aquifex aeolicus и других организмов показали, что около 16 % её генов происходят от царства архей. A. aeolicus имеет наименьший геном из всех известных не паразитических организмов. Он составляет 1,5 Мб и содержит 1512 генов.

## Награды и степени
В 2003 году Штеттер получил Медаль Левенгука от Королевской академии наук и искусств Нидерландов. Эта награда выдаётся только один раз каждые 10 лет одному учёному, который сделал самый значительный вклад в развитие микробиологии. Получение медали ставит Штеттера в тройку самых выдающихся микробиологов последних 30 лет наряду с первооткрывателем архей Карлом Вёзе и легендой генетики и микробиологии Крейгом Вентером.